# Bělení zubů

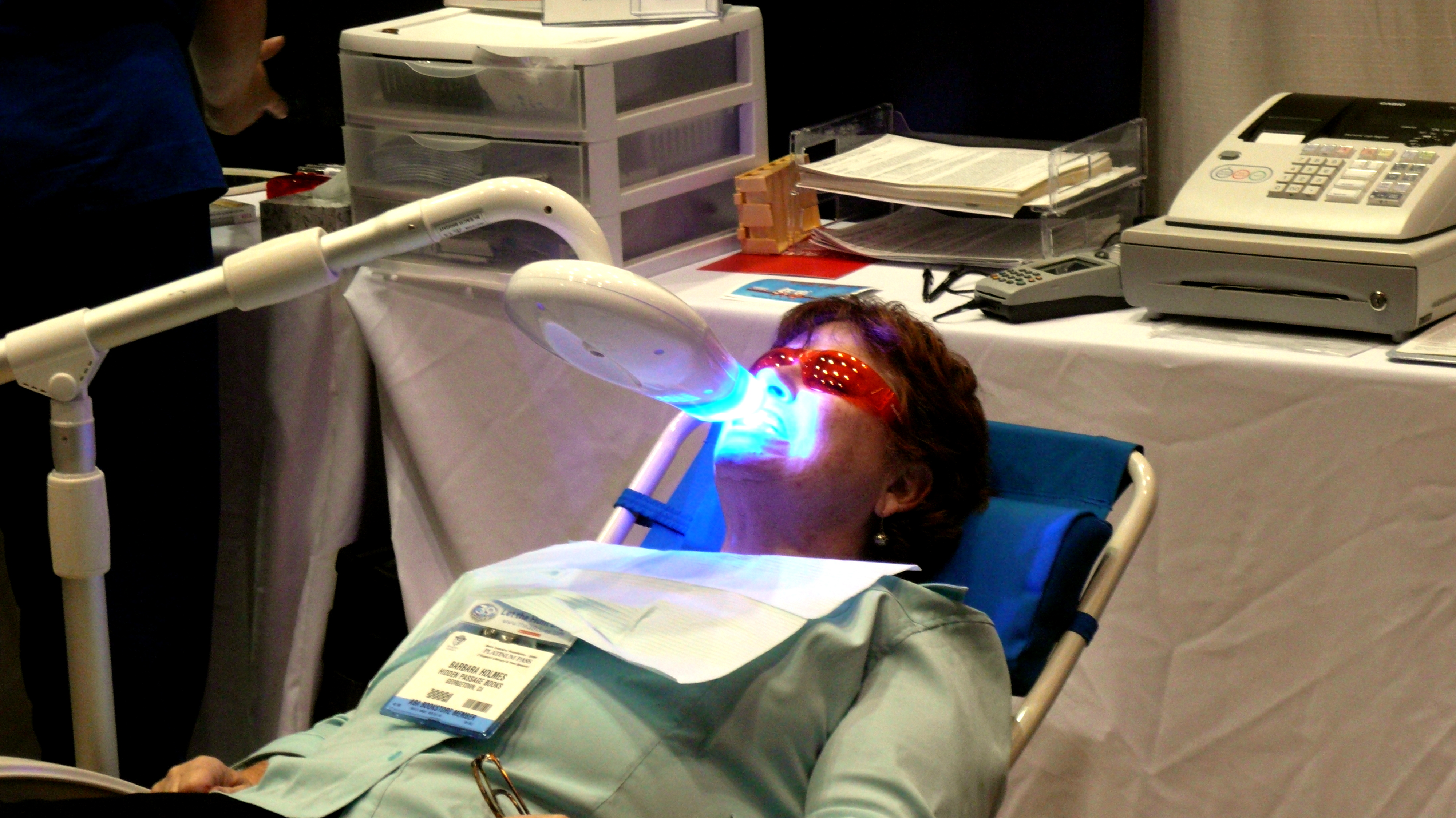
Přístroj na bělení zubů v akci

Bělení zubů označuje metody, kterými se z estetických důvodů upravují zuby tak, aby jejich barva byla bělejší.
Již staří Římané dbali na zabarvení svých zubů. Zuby se dříve snažili brousit například popelem. V dnešní době se používá najemno rozemletý perlit nebo vápenec, který se přidává do bělících zubních past. Tato metoda ovšem zuby nebělí, protože neodbarvuje pigmenty v zubu usazené, ale pouze mechanicky obrušuje zubní usazeniny na povrchu zubu. Dokáže navrátit přirozenou barvu zubu, avšak řada lidí tento efekt nepovažuje za dostatečný.
Zubní sklovina je přirozeně bílá. Bezprostředně pod sklovinou je další část zubu – zubovina. Zubovina je za normálních okolností žlutá, ale její struktura je pórovitá a hmota nervu ji může, v průběhu přibývajících let, zabarvovat do žlutohněda. Barva kterou vidíme při pohledu na zub v ústech je kombinací barev skloviny, která se může trvale zbarvit (vlivem stárnutí, kouření, pitím červeného vína, černého čaje, kávy, atd.) a vespod ležící zubovinou, která tmavne během let z mnoha důvodů, např. blízkosti k nervu. Z tohoto důvodu nemůže pouhé čistění zubů ochránit zuby před pigmentováním anebo zvrátit zabarvení zubu.
Tmavnutí zubů má ale více příčin. Zbarvení zubů, které je způsobováno konzumací potravin a nápojů, je možné přímo ovlivnit. Pokud si budete po vaší pravidelné konzumaci potravin a nápojů vždy čistit zuby, vypijete sklenici vody, můžete tím zamezit zbarvování touto konzumací způsobené. Výrazných výsledků můžete docílit zejména ve chvíli, pokud velmi často, a to několikrát denně, pijete například černou kávu nebo černý čaj. U těchto nápojů dochází k výrazné pigmentaci na zubech. 

## Dělení bělení zubů
Bělení zubů se dělí na dvě základní skupiny: kosmetické bělení a zdravotnické bělení. Dle vyhlášky 244/2012 Sb. z 27.6.2012, která je přesným zněním Directive 2011/84/EC dělíme na

### Kosmetické bělení
1. volně prodejných bělící přípravky, které mohou obsahovat méně než 0,1% peroxidu vodíku přítomného nebo uvolněného (tj. některé bělící zubní pasty)
2. bělení pod lékařským dohledem:
  - Domácího bělení: Pro domácí bělení je nutné zhotovit nosiče, do kterých se bude následně aplikovat bělící gel.[1] Bělící gely mohou obsahovat 0,1- max. 6% peroxidu přítomného nebo uvolněného. Nosiče s gelem nosí pacient nejlépe během noci. Většinou toto bělení trvá několik dní, záleží podle zabarvení zubů pacienta. Tato metoda je obecně pomalejší, ale za to levnější a efektivnější.
  - Ordinační bělení: Provádí se přímo v ordinaci a trvá cca hodinu, hodinu a půl. Bělení je prováděno zubním lékařem či dentálním hygienistou. Zuby jsou nejprve pečlivě vyčištěny a je odstraněn zubní kámen. Poté se na několik minut na nese bělící gel a po pár minutách je odstraněn. Tento proces se opakuje několikrát. Ke konci bělení jsou zuby poté ošetřeny fluoridem.[1]

### Domácí bělení zubů
Pro domácí bělení zubů se používá známá látka karbamid peroxid. Podle směrnice 2011/84/EU a vyhlášky 244/2012 Sb je v současnosti možné pro domácí bělení použít pouze gely o maximální koncentraci 16% karbamid peroxidu.  
Nosiče se plní tenkou vrstvou bělícího gelu, pouze na výklenky zubů, aby se zabránilo poleptání dásní gelem. Následně se nosiče nechávají v ústech 4 – 8 hodin po dobu 5 až 14 dnů. To závisí od zabarvení zubů. První ošetření by mělo probíhat pod dohledem zubního lékaře, v dalších ošetřeních pak pacient pokračuje sám doma. Protože je domácí bělení zásahem do zubní skloviny, mohou zuby vykazovat známky citlivosti. Proto je často potřeba používat po bělení přípravky a zubní pasty snižující citlivost zubů. Nedílnou součástí péče o zuby bělem bělení a po bělení je dodržování tzv. bílé diety.

### Zdravotnické - ordinační bělení
Jedná se o proceduru, která se provádí ve zdravotnickém zařízení - zubní ordinaci, proto je často používán název ordinační bělení zubů.
Ordinační bělení zubů zaujímá významné místo v estetickém zubním lékařství. Jedná se o proceduru, která účinně zesvětluje zubní sklovinu a navrací zubům jejich geneticky danou světlou barvu. V průběhu času se sklovina zabarvuje a tmavne v důsledku několika faktorů, jako je např. změna minerální struktury zubů, konzumace nevhodných potravin a nápojů, kouření apod. Mezi nejčastější činitele zabarvující zubní sklovinu se řadí čaj, káva, kolové nápoje, červené víno, cigarety a tabák. K dalším faktorům patří také věk, protože zubní sklovina s přibývajícími léty slábne a začíná být průsvitná. Zubní dentin, který začíná být přes průsvitnou sklovinu vidět způsobuje, že sama sklovina působí tmavším dojmem. Přirozenou bělost zubní skloviny mohou negativně ovlivnit i některé léky. Přes veškeré výše uvedené negativní faktory je možné díky ordinačnímu bělení zubů navrátit zubům jejich přirozenou bílou barvu. Při proceduře bělení se usazené pigmenty neutralizují. Částečně také dojde k zneprůhlednění skloviny, čímž dochází k výraznému zesvětlení zubů.
Na trhu nadále existují bělící přípravky s koncentrací peroxidů vodíku vyšší než 6%, které mají platnou registraci jako zdravotnický prostředek.

## Bělení zubů pomocí světelného akcelerátoru
Bělení zubů pomocí světla určité vlnové délky je metoda, která nabízí okamžité výsledky. Tato metoda používá elektromagnetické záření, které zvyšuje účinnost bělicího gelu. Bělení zubů touto metodou je nejrychlejší cestou k získání světlejších zubů. Tato metoda nemá žádné vedlejší účinky a je naprosto bezpečná za předpokladu, že ji provádí zubní lékař nebo zaškolená dentální hygienistka.
Výhody této metody bělení zubů jsou především v rychlosti, bezpečnosti a dobrých výsledcích.
- Rychlost: Pomocí světelného akcelerátoru se zuby vybělí přibližně za 45 minut.
- Bezpečnost: Bělení zubů touto metodou nepoškozuje zubní sklovinu ani měkké tkáně.

V posledních letech tento postup získává na oblibě, tudíž licenci na poskytování této metody vlastní již velký počet zubních ordinací. Jedná se o poměrně bezbolestný zákrok s účinkem, který je ve srovnání s jinými metodami trvalejší.

## Bělící látka
Moderní princip bělení zubů používá účinnou látku karbamid peroxid. Tato látka se stala klinicky ověřenou látkou, která zuby prokazatelně bělí, aniž by je poškozovala. Látka prostupuje do struktury zubu a odbarvuje pigmenty v ní usazené. Zubní sklovina zůstává nepoškozena. Koncentrace látky karbamid peroxid se liší dle způsobu použití. V případě domácího bělení se používá koncentrace 10%, tato koncentrace však roste v případě ordinačního bělení , kde je zapotřebí dosáhnout výsledků v kratším čase a to až na koncentraci 35%.
Bělení zubů může někdy způsobit dočasné zvýšení citlivosti zubů. Citlivost zubů mizí během několika dnů po přerušení bělení, nebo v případě ukončení kůry, po dokončení. V žádném případě nedochází k poškození zubního nervu.
Nelze vybělit černé, hnědé nebo bílé změny v barvě zubu v případě zubního kažení, tlení apod. Nevybělí ani nepoškodí amalgamové výplně zubu, korunky, protézy. Bělení není příliš efektivní v případě zmírňování šedých vodorovných čar u pacientů se skvrnami způsobených dlouhodobým užíváním tetracyklinových antibiotik. Další nepříjemnost mohou způsobovat skvrny na zubech vyvolané nepřiměřeným příjmem fluoridů  .
Měly by se bělit pouze zuby zdravé, bez zubních kazů a jiných problémů (krvácení dásní atd.).
Účinek ordinačního bělení zubů protrvává v závislosti od další péče a dodržování pokynů odborníků, běžně však několik měsíců až let.